# Fagiolo di Lamon della Vallata Bellunese
Fagiolo di Lamon della Vallata Bellunese (IGP) è un prodotto ortofrutticolo italiano a indicazione geografica protetta.
La semente è coltivata nei soli territori di Lamon e di Sovramonte.
La produzione è invece possibile in un territorio della provincia di Belluno più ampio comprendente: Arsiè, Belluno, Cesiomaggiore, Feltre, Fonzaso, Lamon, Lentiai, Limana, Mel, Pedavena, Ponte nelle Alpi, San Gregorio nelle Alpi, Santa Giustina Bellunese, Sedico, Seren del Grappa, Setteville, Sospirolo, Sovramonte, Trichiana.

## Varietà
- Spagnol, ovoidale e con striature rosse;
- Spagnolet, più piccolo, tondeggiante, bianco crema con striature rosse e buccia molto sottile e tenera;
- Calonega, il più grande, con seme a barchetta;
- Canalino, aromatico ma in via di scomparsa per la buccia considerata eccessivamente spessa e dura.

Ogni anno il terzo fine settimana di settembre si tiene a Lamon la 'Festa del fagiolo', mostra-mercato del 'Fagiolo di Lamon'.